# Perthes, Haute-Marne
Perthes är en kommun i departementet Haute-Marne i regionen Grand Est (tidigare regionen Champagne-Ardenne) i nordöstra Frankrike. Kommunen ligger i kantonen Saint-Dizier-Ouest som tillhör arrondissementet Saint-Dizier. År 2022 hade Perthes 517 invånare.

## Befolkningsutveckling
Antalet invånare i kommunen Perthes
| Referens: INSEE |